# Bosonidi
Bosonidi so bili dinastija vojvod, grofov, škofov in vitezov iz karolinške dobe, potomcev Bosa Starejšega. Poročali so se v Karolinško dinastijo in ustvarili kralje in cesarja Frankovskega cesarstva. 
Prvi pomembni potomec dinastije je bil Boso, grof Arlesa in drugih burgundskih grofij sredi 9. stoletja, ki se je uveljavil kot dvorjan Karla Plešastega. Leta 875 je bil celo imenovan za podkralja v Italiji. Po smrti Karlovega sina Ludvika Jecljavega je Boso zavrnil priznanje Ludvikovih sinov Karlmana II. in Ludvika III. za francoska kralja in se leta 879 s podporo plemstva v Vienneju razglasil za kralja Provanse. Boso si je do konca svojega življenja prizadeval ohraniti svoj naslov pred cesarjem Karlom Debelim. Umrl je leta 887. Na prestolu Provanse ga je nasledil njegov sin Ludvik Slepi pod regentstvom njegove žene Ermengarde, hčerke cesarja Ludvika II. Italijanskega. 
Ludvika je posvojil Karel Debeli in uzakonil njegov položaj. S to pravno podlago je skušal Ludvik leta 900 zasesti mesto svojih karolinških sorodnikov na cesarskem in italijanskem prestolu. Okronan je bil v Pavii in nato v Rimu, vendar se tam ni mogel obdržati na oblasti.

## Sklic
1. ↑  Riché, Pierre (1993).  Peters, Edward (ur.). The Carolingians: A Family Who Forged Europe. Middle Ages Series. Prevod: Allen, Michael Idomir. Philadelphia: University of Pennsylvania Press. str. 370.